# 16歳の恋なんて
「16歳の恋なんて」（じゅうろくさいのこいなんて）は、安倍なつみと矢島舞美（℃-ute）の2人によるユニット「安倍なつみ&矢島舞美（℃-ute）」のシングル。2008年1月16日発売。

## 解説
- 2007年11月、アップフロントワークスのサイトに安倍なつみと矢島舞美（℃-ute）がデュエットソングをリリースすると告知される。「ハロー!プロジェクトFANに贈る初の試み！プロデューサーはYOU！(You やっちゃいなよ！)」と銘打ち、「16歳の恋なんて」と「私の恋人なのに」の2曲を試聴してシングルA面（1曲目のタイトル曲）に相応しい楽曲を2007年11月28日 - 12月5日の期間に携帯サイト「公認!アップフロント着信。」から投票するといった企画を実施した。その結果、5,094票を得た「16歳の恋なんて」がシングルA面に決定した[2]。
- この楽曲発表の10年後、矢島は自身が安倍の年齢になった2017年、今度は安倍のパートを担当して2017年6月7日配信の『ハロ!ステ』#222[3]にて、小関舞（カントリー・ガールズ）にかつて自身が担当した16歳側のパートをつとめさせてデュエットを実行。これは矢島が2016年11月9日配信の『ハロ！ステ』#194「℃-uteの一般常識のお時間」のコーナーで優勝し、優勝者が権利を得るご褒美企画として、これを実現させたもの。矢島も小関も2月生まれで年齢がちょうど10歳離れており、小関が、カントリー・ガールズ（ハロー!プロジェクト内）に加入し間もないころに自身のブログで「小関ちゃんが16歳になったら、一緒に『16歳の恋なんて』を歌うのが密かな夢…(^-^)」と書いており、企画実現を希望していた[4]。なお、小関は当時矢島が着ていた衣装を着て歌っている[5]。

## 収録曲

### シングル
1. 16歳の恋なんて
（作詞・作曲：KAN、編曲：添田啓二・KAN）
2. 私の恋人なのに
（作詞・作曲：KAN、編曲：小林信吾・KAN）
3. 16歳の恋なんて (Instrumental)
4. 私の恋人なのに (Instrumental)

### DVDシングル
- シングルV「16歳の恋なんて」（2008年2月6日、hachama）

1. 16歳の恋なんて
2. 16歳の恋なんて (Close-up Ver.)
3. メイキング映像
4. スペシャルエンドロール

## 関連アルバム
- ハロー!プロジェクト スペシャルユニット メガベスト（2008年12月10日、zetima）[6]
  - CDに「16歳の恋なんて」が収録されている。
  - DVDに「16歳の恋なんて」（MV）が収録されている。
- プッチベスト9（2008年12月10日、zetima）[7]
  - 「私の恋人なのに」が収録されている。
- プッチベスト9 DVD（2008年12月10日、zetima）[8]
  - 「16歳の恋なんて (1213 Ver.)」が収録されている。
- ハロー!プロジェクトの全曲から集めちゃいました! Vol.5 tofubeats編（2014年8月13日、UP-FRONT WORKS）[9]
  - 「16歳の恋なんて」が収録されている。タワーレコード限定発売[10]。